# Olga Sponneck
Olga komtesse Sponneck (født 14. november 1875 i København, død 24. december 1964 på Ørslev Kloster) var en dansk adelsdame.
Olga Sponneck var datter af kaptajn, rigsgreve Leopold Sponneck (1843-1933) og Camilla Gruner (1844-1922). Hendes navn er uløseligt forbundet med herregården Ørslev Kloster, som ligger i det nordlige Fjends Herred mellem Viborg og Skive. De gamle bygninger, som udgør herregården rummer både betydelige rester af et benediktiner-nonnekloster og den senere herregård i tre fløje syd for sognekirken. Det gamle gods blev bortsolgt og udstykket sidst i 1800-tallet og især ved lensafløsningsloven af 1919. Bygningerne stod næsten helt tomme og store dele af klostret var i meget dårlig stand, da komtessen så stedet første gang i 1928 godt 60 år gammel. Skiftende konsortier havde købt og solgt det resterende jord i 1920'erne og anvendt de forfaldne bygninger til sommerbolig. Klosteret var blandt de første fredede bygninger under den nye bygningsfredningsloven af 1918, men hverken ejeren eller staten havde midler til en total restaurering. Staten sikrede dog tagene over klosterets øst og sydfløj i 1925. Enkelte personer som maleren Sigurd Swane og forfatteren Thit Jensen tog kontakt til staten med forespørgsler om at købe klosterets bygninger, som gårdejeren Pedersen nu ønskede solgt fra hovedgården, men der skete først noget da komtesse Sponneck først viste en interesse.
Komtessens møde med klosteret var ret tilfældigt og grunder i en gammel vane med at tage på længere cykelture på landet. Komtessen havde tilfældigt fået fat i en kopi af Daniel Bruuns kulturhistoriske bog om Danmark. Deri kom hun til at læse om klosteret og blev betaget af et billede derfra og planlagde sin kommende sommerrejse med klosteret som et af målene.
Komtessen skrev selv om dette møde i senere breve til bekendte. "Jeg bestemte straks, at det måtte jeg se og tog så af sted. Den 7. juni 1928 overnattede jeg i Viborg og cyklede så de sidste 25 km til klosteret. Beskedent stillede jeg min cykel fra mig nede på vejen, men jeg må dog tilstå, at jeg gik forbi skiltet med: Adgang forbudt! ind i gården, som dengang var åben, – og i samme øjeblik var jeg – ja, jeg tør sige bjergtaget af kloterets mærkelige charme, thi der er jo en fred over stedet og dets omgivelser, som nogle mennesker straks opfatter, andre aldrig".
Stedet var delvis blevet reddet fra nedrivning takket være en indsats fra staten og især Nationalmuseets direktør Mouritz Mackeprang og Viborgarkitekten Søren Vig-Nielsen. Men husets vestfløj var bogstavelig talt ved at falde sammen og stod uden tag i store partier. Huset var helt ribbet for inventar og stod uden el, vand og andre opvarmningskilder end brændeovne. Komtessen igangsatte en omfattende istandsættelse af interiørerne og en sikring af hele bygningen for egne midler. Komtessen kunne dermed flytte ind i sin ny bolig i sommeren 1934.
Det var hendes ønske at klosteret skulle overleve hende selv som et sted, hvor flere mennesker kunne nyde godt af omgivelsernes ro og fred. Men den præcise form og funktion for stedet fremgik ikke ved hendes død juleaften i 1964. Komtessen var meget inspireret af ideen bag San Cataldo ved Amalfibugten i Syditalien.
Komtessen sikrede dog klosterets overlevelse ved gennem sit testamente at sørge for oprettelsen af et legat til at varetage hendes ønsker vedrørende klosterets brug. Dette legat med blandt andet forfatter og museumsmand Peter Seeberg fra Viborg var med til at oprette Refugiet Ørslev Kloster, som et arbejdssted for alle der søger fred og ro til at arbejde med et projekt indenfor kultur, videnskab, kunst eller litteratur. Arbejdsrefugiet fungerer endnu og viderefører de drømme en komtesse fik den dag i 1928 hun cyklede en tur fra Viborg til Ørslev Kloster.